# Leo Arons
Martin Leo Arons (15 de febrero de 1860 a 10 de octubre de 1919) fue un físico y político socialdemócrata alemán. Fue el mismo nombre de la ley de Lex Arons, una ley que rechazó a los miembros del Partido Socialdemócrata de Alemania (alemán :Sozialdemokratische Partei Deutschlands , SPD) para enseñar en las universidades prusianas.
- Datos: Q88641
- Multimedia: Leo Arons / Q88641